# ورزشگاه شهر لنکران
ورزشگاه شهر لنکران (به ترکی آذربایجانی: Lənkəran şəhər stadionu) یک ورزشگاه چند منظوره در شهر لنکران، آذربایجان است. در این ورزشگاه مسابقات فوتبال برگزار می‌شود و میزبان بازی‌های باشگاه فوتبال خزر لنکران است. ورزشگاه گنجایش ۱۵،۰۰۰ هزار نفر است و از سال ۲۰۰۶ بازگشایی شد.
در ۱۷ ژوئیه ۲۰۰۹، یوفا این ورزشگاه را برای استفاده در طول مسابقات فوتبال بین‌المللی تأیید کرده‌است. ورزشگاه شهر لنکران در نخستین مسابقه بین‌المللی خود در تاریخ ۵ سپتامبر ۲۰۰۹ میزبان دیدار آذربایجان و فنلاند بود.

## همچنین ببینید
- فهرست ورزشگاه‌های فوتبال در جمهوری آذربایجان

## پیوندهای بیرونی
- ورزشگاه خزر لنکران بایگانی‌شده  در ۲۰۱۱-۱۰-۱۳ توسط Wayback Machine